# Erich Meerwald
Erich Georg Willi Meerwald (* 19. Dezember 1895 in Bitsch, Lothringen; † 31. August 1973 in Darmstadt, Hessen) war ein deutscher Maler, Grafiker, Briefmarkenkünstler und Philatelist.
Er entwarf ab 1939 zahlreiche Briefmarken und sonstige Drucksachen für die Deutsche Reichspost, darunter die Marken und Serien Automobilausstellung 1939, Reichsberufswettkampf 1939, Helgoland 1940, Tag der Briefmarke 1941, Blaues Band 1941, Großer Preis der Reichshauptstadt 1941, Serie Steiermark 1941, Europäischer Postkongress 1942, Tag der Briefmarke 1943, Serie Tag der Wehrmacht 1943, Tag der Verpflichtung der Jugend 1943, Deutscher Luftpostdienst 1944, Tag der Briefmarke 1944, Volkssturm 1945 sowie die letzte verausgabte Marke der Deutschen Reichspost mit dem Motiv „SS-Mann“, aber auch Titelseiten von Telegrammblättern und Ähnliches.
Nach dem Zweiten Weltkrieg kam er auf Briefmarken der Bundespost nochmals mit einer Serie von Landwirtschaftsmotiven auf den Wohlfahrtsmarken der Reihe Helfer der Menschheit von 1958 zum Zuge.
Ebenso erfolgreich war er auf dem Feld der Gebrauchsgrafik, so stammt unter anderem das Plakat zu dem Film Ben Hur von ihm. Sein Entwurf für den ersten 500-Mark-Schein wurde indes nicht angenommen.
Von 1954 bis 1961 war er Erster Vorsitzender des „Allgemeinen Postwertzeichen-Sammlervereins e. V.“ (APS) in Darmstadt und anschließend Ehrenvorsitzender. Zusammen mit seiner belgischen Ehefrau Alice Mahieu (1890–1973) bildete er ein anerkanntes Philatelistenpaar mit seltenen Ausstellungsexponaten. Insbesondere besaß er eine beachtliche Belgien-Sammlung. 
Außerdem hatte das Ehepaar Meerwald großen Anteil an dem Zustandekommen der Städteverschwisterung Darmstadt und Troyes im Jahr 1958.